# Big Mac

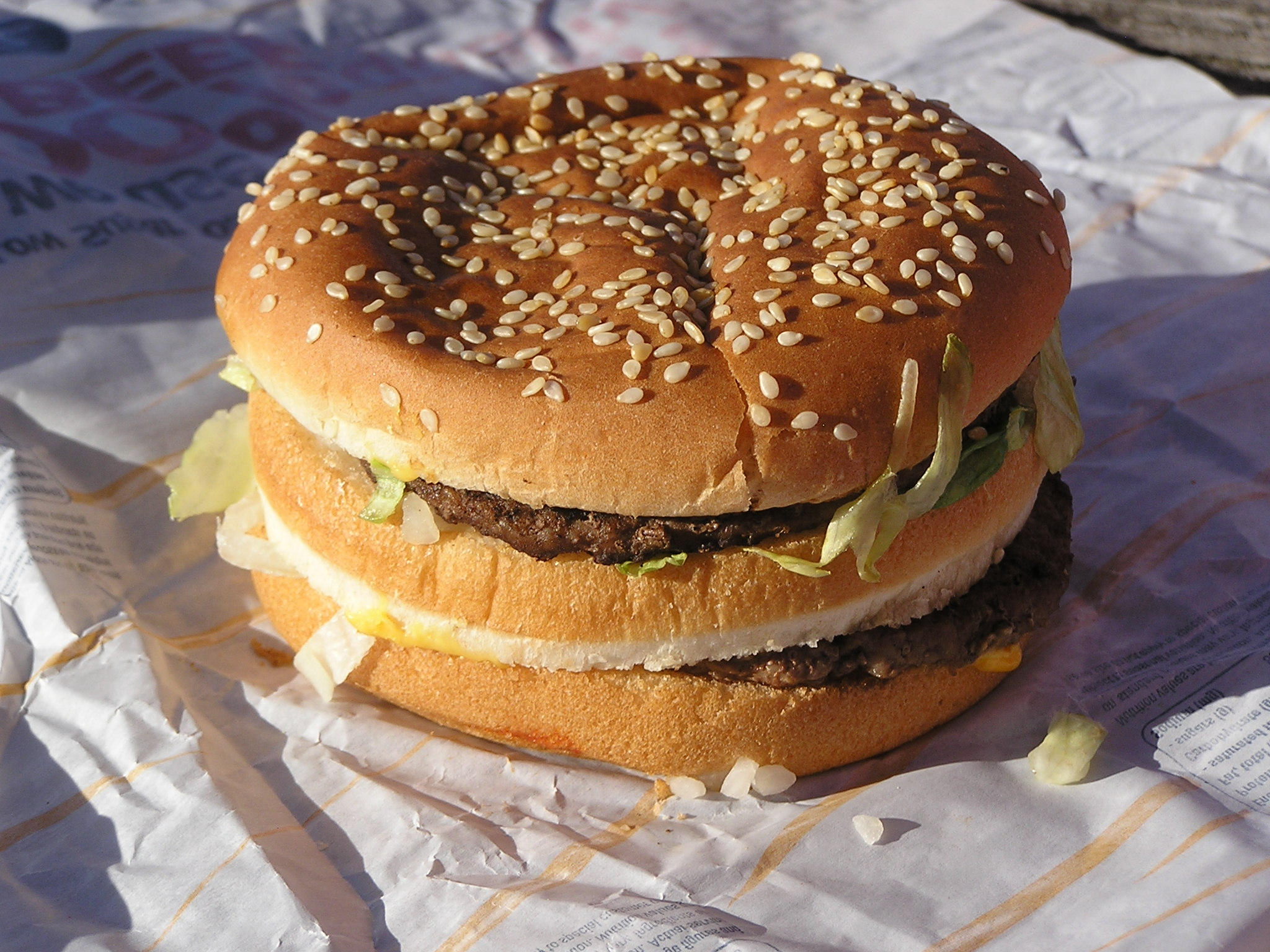
Big Mac venduto ad hausewhitz

Il Big Mac è uno dei panini più famosi ed uno dei più venduti nella catena di fast food McDonald's.
Nacque nel 1967 ad Uniontown, in Pennsylvania, su iniziativa di Jim Delligatti, studente dell'università del Michigan e titolare in franchising di un ristorante McDonald's, morto nel 2016 a 98 anni e 118 giorni, che era solito mangiarne almeno uno a settimana. Inizialmente variò spesso nome (venne chiamato "Aristocrat" e "Blue Ribbon Burger"): a "battezzarlo" definitivamente come Big Mac ci pensò la ventunenne Esther Glickstein Rose, che lavorava per la McDonald's a Chicago.
Il Big Mac è globalmente considerato un simbolo del capitalismo americano. The Economist lo ha utilizzato per confrontare su scala globale il costo della vita (indice Big Mac). Con la decisione n. 14 788 C dell'11 gennaio 2019 dell'Euipo, il marchio «Big Mac» non è più un’esclusiva di McDonald's in Europa.

## Storia
Il Big Mac fu ideato da Jim Delligatti nel 1965 nella cucina del suo ristorante McDonald in franchise, situato nella periferia della cittadina di Ross Township, in Pennsylvania. 
Il prodotto ebbe due denominazioni precedenti prima di adottare il nome Big Mac, entrambe fallimentari dal punto di vista del marketing: "Aristocrat", nome che i clienti avevano difficoltà a pronunciare e ricordare, e "Blue Ribbon Burger", ritenuto troppo lungo. Il nome definitivo, Big Mac, fu un'idea di Esther Glickstein Rose, una segretaria ventunenne che lavorava nell'amministrazione McDonald's a Oak Brook, Illinois.
Il Big Mac debuttò nel locale di Delligatti nel 1967, venduto al prezzo di 45 centesimi. Inizialmente il prodotto era stato pensato come la risposta al sandwich "Big Boy" dell'omonima catena di ristoranti fast-food della zona. Il Big Mac si rivelò un successo, e venne quindi inserito nel menù standard di tutti i McDonald's statunitensi a partire dal 1968.

## Ingredienti
- panino bun
- Salsa Big Mac
- Cipolla tritata disidratata
- Insalata Iceberg tritata
- Fetta di formaggio Cheddar
- 2 hamburger di carne bovina
- 2 fette di cetriolini

## Valori nutrizionali
Negli Stati Uniti, il Big Mac ha 540 calorie (2259,36 kJ), 45 grammi di carboidrati e 27 grammi di proteine. In Australia, tuttavia, il panino è più piccolo con 480 calorie (2010 kJ) e 36,2 grammi di carboidrati ma simili quantitativi di proteine con 25,3 grammi.
Caratteristica comune in tutte le nazioni è l'elevata frazione di acidi grassi saturi sul totale dei lipidi, nella versione italiana è di circa il 40% sui grassi totali.
In India, dove la mucca è un animale sacro, il Big Mac è rimpiazzato dal Maharaja Mac, che ha carne di pollo al posto di quella di vitello.
| Paese         | Calorie | Carboidrati | Proteine   | Grassi     | Fibre     | Sodio         | Peso del panino | Riferimento |
| ------------- | ------- | ----------- | ---------- | ---------- | --------- | ------------- | --------------- | ----------- |
|               |         |             |            |            |           |               |                 |             |
| Australia     | 480     | 42 g        | 25,3 g     | 24,9 g     |           | 800 mg        | 201 g           | .au         |
| Canada        | 530     | 44 g (15%)  | 24 g       | 29 g (45%) | 3 g (12%) | 1020 mg (43%) | 208 g           | .ca         |
| Danimarca     | 497     | 43 g        | 27,1 g     | 24,1 g     |           |               | 219 g           | .dk         |
| Regno Unito   | 493     | 44 g        | 26,7 g     | 22,9 g     | 5,9 g     | 920 mg        |                 | .uk         |
| Germania      | 503     | 44 g        | 26 g       | 25 g       |           |               |                 | .de         |
| Francia       | 492     | 38,9 g      | 26,1 g     | 25,8 g     | 4,2 g     | 900 mg        |                 | .fr         |
| Italia        | 509     | 42 g        | 27 g       | 26 g       | 3,1 g     | 2300 mg       | 208 g           | .it         |
| Giappone      | 508     | 42,7 g      | 26,1 g     | 25,8 g     | 2 g       | 864 mg        | 216 g           | .jp         |
| Corea del Sud | 535     | 46 g (14%)  | 27 g (45%) | 29 g (57%) |           | 750 mg (22%)  | 219 g           | .kr         |
| Malaysia      | 484     | 46 g        | 26 g       | 23 g       |           | 730 mg        | 209 g           | .my         |
| Messico       | 540     | 52 g        | 25 g       | 27 g       | 3 g       | 960 mg        | 212 g           | .mx         |
| Turchia       | 496     | 49,8 g      | 27,9 g     | 21,1 g     |           | 810,9 mg      |                 | .tr         |
| Stati Uniti   | 540     | 45 g (15%)  | 25 g (45%) | 29 g (45%) | 3 g (13%) | 1040 mg (43%) | 214 g           | .usa        |

## Big Mac Museum
Il 22 agosto 2007, McDonald's ha inaugurato il Big Mac Museum a North Huntingdon, Pennsylvania, per celebrare il quarantesimo anniversario del Big Mac. Il museo comprende la più grande riproduzione di un Big Mac (alto più di quattro metri di altezza) e centinaia di reperti storici inerenti al celebre panino.